# Meyrieux-Trouet
Meyrieux-Trouet – miejscowość i gmina we Francji, w regionie Owernia-Rodan-Alpy, w departamencie Sabaudia.
Według danych na rok 1990 gminę zamieszkiwało 198 osób, a gęstość zaludnienia wynosiła 18 osób/km² (wśród 2880 gmin regionu Rodan-Alpy Meyrieux-Trouet plasuje się na 1429. miejscu pod względem liczby ludności, natomiast pod względem powierzchni na miejscu 1049.).